# もっとはなさNIGHT
『もっとはなさNIGHT』（もっとはなさナイト）は、1990年代に琉球放送（RBCテレビ）で毎週土曜 23:25 - 23:30 （『ブロードキャスター』の後）に放送されていたトーク番組である。

## 概要
RBCアナウンサーの箕田和男（みのかず）が毎回女性ゲストを招いてトークをしていた深夜のミニ番組。番組はただ女性が話している姿を映すのではなく、仕草や色気のあるところも映していた。撮影はほぼ毎回バー（酒場）のカウンターで行われていた。地元の宝石店がスポンサーに付いていたことから、番組のラストでは宝石が当たるゲームを行っていた。
新聞テレビ欄の見出しでは、「NIGHT」の箇所はカタカナで「もっとはなさナイト」と表記されていた。また、放送開始時刻は23:24と表記されていたが、実際には23:25からだった。